# ۱۹۶۵

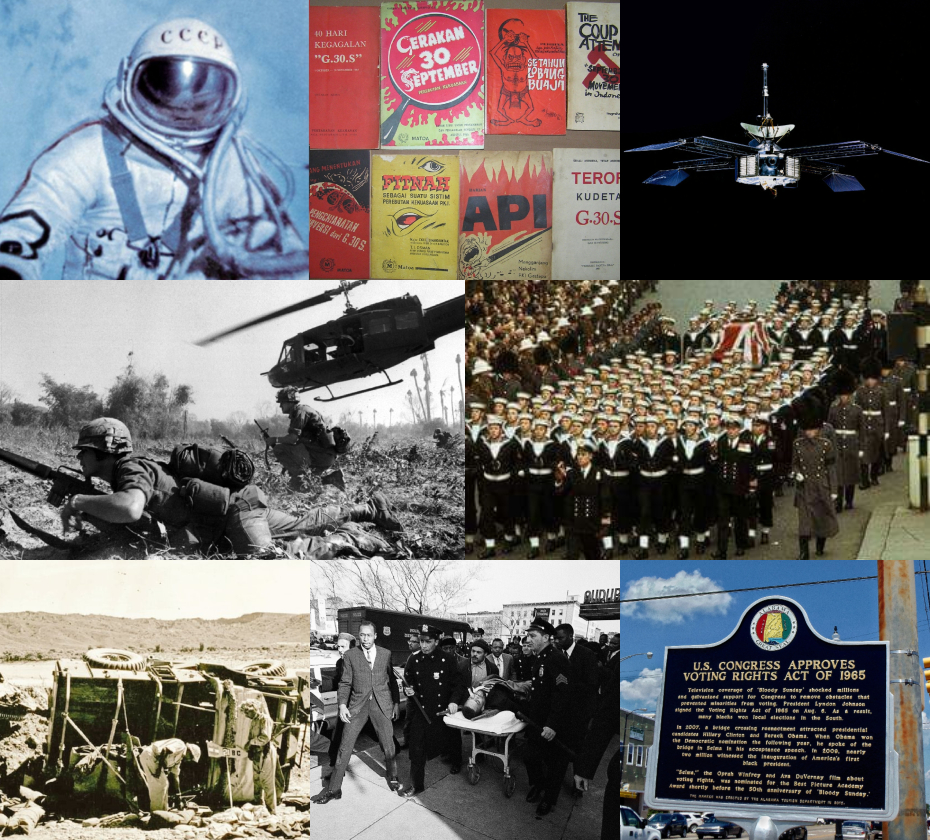

سال ۱۹۶۵ (هزار و نهصد و شصت و پنج) میلادی، پنجمین سال از دهه ۱۹۶۰ در سده ۲۰ میلادی بود. بر اساس تقویم گریگوری سال مذکور یک سال عادی با ۳۶۵ روز بود.

## رویدادها
- ۱۸ مارس: انجام نخستین راهپیمایی فضایی جهان توسط الکسی لئونوف، کیهان‌نورد روس

## زادروزها
- ۲۳ مه: تام تیکور کارگردان آلمانی
- ۴ مارس: خالد حسینی نویسنده افغان
- ۷ ژوئن - دیمین هرست: هنرمند بریتانیایی.
- ۱۵ ژوئیه: دیوید میلیبند سیاست‌مدار بریتانیایی
- ۱۱ سپتامبر: بشار اسد رئیس‌جمهور سوریه.
- ۲۱ سپتامبر: فردریک بایگبدر نویسنده فرانسوی
- ۱۴ سپتامبر: دمیتری مدودف رئیس‌جمهور روسیه
- ۱۸ ژانویه – جان تالن، دوچرخه‌سوار اهل هلند
- ۵ فوریه – گئورگی هاجی، بازیکن فوتبال رومانییی
- ۷ فوریه – کریس راک، فیلمنامه‌نویس، بازیگر، و کارگردان آمریکایی
- ۳ مارس – دراگان استویکوویچ، بازیکن فوتبال اهل صربستان
- ۸ مارس – کنی اسمیت، بازیکن بسکتبال و ورزشکار آمریکایی
- ۴ آوریل – رابرت داونی جونیور، تهیه‌کننده، موسیقی‌دان، بازیگر، و خواننده آمریکایی
- ۹ آوریل – پائولینا پوریژکوا، بازیگر و مدل آمریکایی
- ۱۵ آوریل – لیندا پری، خواننده آمریکایی
- ۲۶ آوریل – کوین جیمز، بازیگر آمریکایی
- ۱۴ مه – این کالفر، نویسنده ایرلندی
- ۱۷ مه – ترنت رزنر، خواننده، آهنگساز، و پیانیست آمریکایی
- ۲۷ مه – تاد بریجز، تهیه‌کننده، بازیگر، و کارگردان آمریکایی
- ۱ ژوئیه – هارالد زوارت، فیلمنامه‌نویس، تهیه‌کننده، و کارگردان نروژی
- ۲۳ ژوئیه – اسلش، آهنگساز بریتانیایی
- ۲۷ ژوئیه – خوزه لوئیس چیلاورت، بازیکن فوتبال و دروازه‌بان اهل پاراگوئه
- ۱۹ اوت – کیرا سجویک، بازیگر آمریکایی
- ۲۵ اوت – میا زاپاتا، خواننده آمریکایی (د. ۱۹۹۳)
- ۳ سپتامبر – چارلی شین، صداپیشه و بازیگر آمریکایی
- ۱۶ سپتامبر – کتی کورتزمن، بازیگر و کارگردان آمریکایی
- ۱۷ سپتامبر – کایل چندلر، بازیگر آمریکایی
- ۲۵ سپتامبر – اسکاتی پیپن، بازیکن بسکتبال آمریکایی
- ۱۰ اکتبر – کریس پن، بازیگر آمریکایی (د. ۲۰۰۶)
- ۲ نوامبر – شاهرخ خان، تهیه‌کننده، مجری تلویزیونی، بازیگر، و خواننده هندی
- ۷ دسامبر – ترویوکی کاگاوا، بازیگر ژاپنی
- ۱۹ دسامبر – جسیکا استین، بازیگر کانادایی
- ۲۱ دسامبر – اندی دیک، صداپیشه و بازیگر آمریکایی

## مرگ‌ها
- ۱۸ مارس - ملک فاروق: پادشاه مصر.
- ۲۷ آوریل :ادوارد مورو، خبرنگار رادیو و تلویزیون آمریکا در طول جنگ جهانی دوم
- ۴ سپتامبر: آلبرت شوایتزر فیلسوف آلمانی
- ۲۳ فوریه :آرتور استنلی جفرسون یا استن لورل کمدین سینمای آمریکا
- ۱۴ ژانویه – جانت مک‌دانلد، موسیقی‌دان، بازیگر، خواننده، و خواننده اپرا آمریکایی (ز. ۱۹۰۳)
- ۵ فوریه – اروینگ بیکن، بازیگر آمریکایی (ز. ۱۸۹۳)
- ۱۵ فوریه – نت کینگ کول، nat king cole (ز. ۱۹۱۹)
- ۲۱ فوریه – مالکوم ایکس، سیاست‌مدار آمریکایی (ز. ۱۹۲۵)
- ۲۸ فوریه – آدولف شرف، سیاست‌مدار و وکیل اتریشی (ز. ۱۸۹۰)
- ۶ مارس – مارگارت دامونت، بازیگر آمریکایی (ز. ۱۸۸۹)
- ۲۳ مارس – مای مورای، تهیه‌کننده و بازیگر آمریکایی (ز. ۱۸۸۹)
- ۱۰ آوریل – لیندا دارنل، بازیگر آمریکایی (ز. ۱۹۲۳)
- ۱۶ آوریل – سیدنی چاپلین (هنرمند)، بازیگر بریتانیایی (ز. ۱۸۸۵)
- ۲۱ آوریل – ادوارد ویکتور اپلتون، فیزیک‌دان و ستاره‌شناس بریتانیایی (ز. ۱۸۹۲)
- ۳۰ آوریل – هلن چندلر، بازیگر آمریکایی (ز. ۱۹۰۶)
- ۷ مه – چارلز شیلر، عکاس و نقاش آمریکایی (ز. ۱۸۸۳)
- ۹ مه – لئوپولد فیگل، سیاست‌مدار و دیپلمات اتریشی (ز. ۱۹۰۲)
- ۱۴ مه – فرنسیس پرکینس، سیاست‌مدار آمریکایی (ز. ۱۸۸۰)
- ۷ ژوئن – جودی هالیدی، بازیگر و خواننده آمریکایی (ز. ۱۹۲۱)
- ۲۳ ژوئن – ماری بولند، بازیگر آمریکایی (ز. ۱۸۸۰)
- ۲۴ ژوئیه – کنستانس بنت، بازیگر آمریکایی (ز. ۱۹۰۴)
- ۲۸ ژوئیه – ادوگاوا رانپو، نویسنده ژاپنی (ز. ۱۸۹۴)
- ۳۰ ژوئیه – جین‌ایچیرو تانیزاکی، نویسنده ژاپنی (ز. ۱۸۸۶)
- ۱۳ اوت – هایاتو ایکدا، سیاست‌مدار ژاپنی (ز. ۱۸۹۹)
- ۲۷ اوت – لوکوربوزیه، از اولین پیشگامان معماری مدرن و سبک بین‌المللی (ز. ۱۸۸۷)
- ۱۶ سپتامبر – فرد کوئیمبی، تهیه‌کننده آمریکایی (ز. ۱۸۸۶)
- ۳ اکتبر – زکری اسکات، بازیگر آمریکایی (ز. ۱۹۱۴)
- ۱۲ اکتبر – پل هرمان مولر، شیمی‌دان سوئیسی (ز. ۱۸۹۹)
- ۲۱ اکتبر – ماری مک‌دانلد، بازیگر و خواننده آمریکایی (ز. ۱۹۲۳)
- ۳۱ اکتبر – ریتا جانسون، بازیگر آمریکایی (ز. ۱۹۱۳)
- ۲ نوامبر – شاهرخ خان، تهیه‌کننده، مجری تلویزیونی، بازیگر، و خواننده هندی
- ۱۸ نوامبر – هنری والاس، سیاست‌مدار آمریکایی (ز. ۱۸۸۸)
- ۲۴ نوامبر – عبدالله سالم الصباح، سیاست‌مدار کویتی (ز. ۱۸۹۵)

وینستون چرچیل سیاستمدار بریتانیایی